# Hom (Mythologie)
Hom ist ein persisches Schöpfungs-, Ur- und Gesetzeswort (Honover: es werde!). Der ‚König des Lichtes‘, oder Ahura Mazda, ist im Zoroastrismus eine Emanation aus dem ursprünglichen Licht und formte oder kreierte mit dem Aussprechen des Wortes „Honover“ (Ahuna-Vairya), eine reine und heilige Welt. Hom symbolisiert in verschiedenen Momenten z. B. Geist und Mensch (vgl. Humanität und Hominus). Das Wort wird in den ersten Geschichten des Zend-Avesta der Baum des Lebens genannt. Om ist mit dem Wort verwandt oder bedeutet sogar dasselbe und ist noch jetzt der buddhistische Begriff von der höchsten und heiligsten Intelligenz des Weltalls und über den Kreislauf der Seelenwanderung erhaben, und es ist ebenfalls etymologisch durch seine Ähnlichkeit affin zu dem sanskritischen Wort Soma, dem Rauschgetränk der Götter aus der Rig Veda.
Der Prophet Hom (Homanes), eine mythologische Figur aus der persischen Kultur, der unter dem sagenhaften Dschamschid lebte, ist der erste Verkünder. Hom ist die höchste Gottheit, deren Namen nicht laut ausgesprochen werden darf. Die sagenhafte Person Hom wurde von Ahura Mazda unter der Herrschaft des Dschamschid hervorgerufen, um das göttliche Wort anzukündigen und begründete die Magie, indem sie eine Priesterschaft schuf, die beauftragt wurde, die Tradition zu wahren und ihre Dogmen zu verbreiten. Zoroaster soll nur die Religion von Hom reformiert haben.